# Börje Jansson (schackspelare)
Börje Jansson, född 12 mars 1942 i Tierp, är en svensk schackspelare. Han är en av de mest meriterade spelarna i Sverige, av de som inte uppnått titeln internationell mästare (IM) eller stormästare (GM).
Lars Karlsson och Bengt Olov Linder beskriver hans spelstil i Svenska schacktriumfer – 100 kommenterade partier såsom att han var bra på spelöppningar, hade en god positionsuppfattning och ett spel som utmärktes av klarhet och logik.

## Nationellt spel
Under ungdomsåren vann han ett flertal skol-SM samt blev svensk juniormästare 1959.
1968 och 1970 stod Börje Jansson som segrare i Senior-SM i schack, samt delade vinsten med samt delade segern 1969 med Ulf Andersson och Åke Olsson. Titeln Svensk mästare i snabbschack tog han 1973. Han har även placerats sig på flera framstående platser i Rilton cup och han kallades för ”Riltonspecialisten”.
Förutom tävlande nationellt och internationellt, så har tävlandet i hemmaklubben Upsala Allmänna Schacksällskap (UASS) avspeglar sig i en rad titlar både i klubbmästerskap, Uppsalamästerskap och Distriktsmästerskap under över 55 års tid.

## Internationellt spel
Börje Jansson representerade Sverige vid flera tillfällen, däribland vid sex Schack-OS (Tel Aviv 1964, La Habana 1966, Lugano 1968, Siegen 1970, Skopje 1972 och Nice 1974). 

## Några av titlarna genom åren
Klubbmästare: 1974, 1998, 1999, 2002, 2006, 2012, 2013, 2015, 2016, 2019,  
Uppsalamästare: 1968, 1969, 1970, 1973, 1997, 2002, 2012, 2013, 2014, 2015, 2016, 2017, 2018 och 2019. 
SM-titlar: junior-SM (med klubbadress Tierps SK), dubbla senior-SM, lag-SM (med UASS), snabbschack-SM, veteran-SM, veteran snabb-SM och polis-SM

## Övrigt
Jansson arbetade som polis och tävlade i orientering i 10-mila för Tierps IF.